# Abby Stein
Pour les articles homonymes, voir Stein.
Abby Stein, née le 1er octobre 1991 à New York, est une activiste transgenre, journaliste et mannequin américaine. Autrefois rabbin au sein de la communauté juive hassidique, elle est la première femme ouvertement transgenre issue de cette communauté.

## Biographie
Élevée en tant que garçon, Stein grandit dans une famille juive hassidique ultra-orthodoxe dans le quartier de Williamsburg à Brooklyn, New York. Sa famille comporte plusieurs membres importants au sein de la communauté ; son grand-père et son oncle sont rabbins, et elle descend de Rabbi Israël ben Eliezer, plus connu sous le nom de Baal Shem Tov comme fondateur du judaïsme hassidique. Alors qu'elle est enfant, Stein se rend compte de son identité de genre en tant que fille, mais le cache à son entourage. À 18 ans, par un mariage arrangé par sa communauté (Shiddoukh) elle épouse une femme de la communauté ; le couple a un fils,. Toujours considérée comme un homme, elle étudie à la yeshiva et est ordonnée rabbin en 2011 (dans le courant orthodoxe, l'ordination est habituellement réservée aux hommes ; voir l'article « Femme rabbin »). Elle finit par quitter la communauté hassidique en 2012, et divorce peu de temps après. Elle étudie ensuite à l'université Columbia.

## Transition de genre
En novembre 2015, Stein fait son coming out de femme trans, devenant ainsi une des premières femmes transgenres du monde hassidique. Son histoire a beaucoup fait parler d'elle au sein du milieu ultra-orthodoxe et bien au-delà. L'anthropologue et l'ethnomusicologue Jessica Roda, a écrit : « Abby Stein fait parler d'elle au-delà des frontières de la communauté. Les avis divergent profondément. Certains la soutiennent, d'autres ne comprennent pas cette transition, les réactions sont multiples et il est passionnant de suivre cela de près. »
L'histoire de Stein fut couverte par tous les principaux réseaux de médias, et elle a été présentée dans l'émission de télévision Darknet en 2016, par Showtime, dans la saison 1, épisode 8 : « Révolte ».
En 2016, Stein a été nommée comme faisant partie des « neuf militants juifs LGBTQ à connaître ; de Stonewall à la Cour suprême, les Juifs américains sont en première ligne pour défendre les droits LGBTQ » par The Times of Israel. Parmi d'autres nommés : Jazz Jennings, Barney Frank, Fran Drescher, Tony Kushner, Larry Kramer.
En 2019, Stein publie son autobiographie, Becoming Eve: My Journey From Ultra Orthodox Rabbi To Transgender Woman (« Devenir Ève : Mon parcours de rabbin ultra-orthodoxe à femme transgenre ») aux éditions Seal Press.

## Publications
- 2019 : Becoming Eve: My Journey From Ultra Orthodox Rabbi To Transgender Woman, Seal Press (Hachette Book Group USA)  (ISBN 978-1580059169)